# 馬場のぼる
馬場 のぼる（ばば のぼる、1927年10月18日 - 2001年4月7日）は、日本の漫画家・絵本作家。本名：馬場 登（読み同じ）。
手塚治虫・福井英一とともに「児童漫画界の三羽ガラス」と呼ばれた。やがて大人漫画や絵本も執筆し、日本経済新聞の連載4コマ漫画『バクさん』、絵本『11ぴきのねこ』シリーズ等が代表作となった。

## 略歴
青森県三戸郡三戸町大字川守田字元木平に3人姉弟の末っ子として生まれる。『のらくろ』『冒険ダン吉』などの児童漫画に親しんだ。旧制岩手県立福岡中学校4年修了後の1944年、海軍予科練14期生として土浦海軍航空隊に入隊。練習機が不足していたため、秋田県北秋田郡上大野村の同隊グライダー訓練基地に転じ、特攻隊員として出撃を待つ間に敗戦をむかえる。
除隊後実家に戻り、リンゴの行商人を経験するが半月で廃業。その後、開墾農民を志して兄とともに岩手県の山村に入るも、村有地の払い下げを得られず挫折。大工の見習いを経て、1947年に故郷で小学校の代用教員の職を得たが、軍歴がGHQに問題視されて失職し（事実上の公職追放）、農業会の書記に転職。やがて代用教員として復職が認められる。これら職を転々とするかたわら、絵の勉強を始め、劇団や映画館のポスター、看板を描いた。八戸市近くの米軍キャンプに出入りし、イベントのポスターを描く手伝いをおこなう。
そのうちに漫画家を志すようになり、疎開中の児童文学者白木茂と知り合い、白木から大阪の出版社を紹介され、1948年秋、初の赤本漫画『怪盗カッポレ団』を出版する。1949年5月5日、白木の勧めで共に上京。すぐに『小学一年生』（小学館）でイラストの仕事を得る。1950年から『おもしろブック』（集英社）で連載開始した野球漫画『ポストくん』で、児童漫画家としての人気を獲得する。1951年に、『冒険ダン吉』の作者・島田啓三を中心とした「東京児童漫画会（児漫長屋）」が結成され、福井、手塚とともに入会する。
その後、少年漫画が「活劇ものが主体となり」「私の体質に合わなくなった」として、1959年1月、松下井知夫の紹介で大人漫画の作者を中心にしたグループ「漫画集団」に入団。「それもどうもしっくりこない」と感じ、「漫画と本質的に同じであるうえに絵をたっぷり見せることができる」と本人が語る絵本の世界に飛び込んでいった。1974年秋、同様のキャリアを経たやなせたかし、長新太ら10人の漫画家とともに、「漫画家の絵本の会」を結成し、定期的に原画の展覧会を開催した。
2001年、胃癌により東京都練馬区の自宅で死去。73歳没。墓所は多磨霊園。2007年、郷里の三戸町に馬場を顕彰する「ほのぼの館」が開館した。

### 受賞・叙勲歴[2]
- 1955年 第1回小学館漫画賞（『ブウタン』）
- 1964年 産経児童出版文化賞（『きつね森の山男』）
- 1968年 産経児童出版文化賞（『11ぴきのねこ』）
- 1973年 第19回文藝春秋漫画賞（『バクさん』『11ぴきのねことあほうどり』）
- 1985年 ボローニャ国際児童図書展 エルバ賞（『11ぴきのねこマラソン大会』）
- 1993年 第22回日本漫画家協会賞 文部大臣賞
- 1995年 紫綬褒章
- 1996年 読売国際漫画大賞 選考委員特別賞

上記の他にも受賞多数。

## 主な作品
漫画

初代ぐんまちゃん

- ポストくん（おもしろブック 1950年11月号 - 1954年10月号）
- 山から来た河童（少年少女冒険王 1951年10月号 - 1954年3月号）
- 山びこ三太（少年少女冒険王 1952年）[8]
- 宮本武蔵（おもしろブック 1953年7月号付録）[9]
- まんが太閤記（おもしろブック 1954年新年特大号付録）[10]
- ブウタン（幼年ブック 1954年1月号 - 1957年8月号）
- のらねこノンちゃん（婦人生活 1957年2月号 - 1960年12月号）
- デン子さん（少女ブック 1962年頃）[11]
- れんさいおさむらい（熊本日日新聞夕刊 1965年）
- ろくさん天国（中日新聞朝刊・東京新聞朝刊・北海道新聞朝刊・西日本新聞朝刊 1969年）
- バクさん（日本経済新聞夕刊 1970年 - 1983年）[2]
- 土曜漫評（読売新聞）

絵本
- もんたともんきちの えんそく（作：山尾清子、ひかりのくに昭和出版、1963年）[12]
- うらしまたろう（小学館、1965年）[13]
- たぬきとうんどうかい（作：大浜鉄夫、ひかりのくに昭和出版株式会社、1966年）[14]
- 11ぴきのねこシリーズ（こぐま社）
  - 11ぴきのねこ（1967年）[15]
  - 11ぴきのねことあほうどり（1972年）[16]
  - 11ぴきのねことぶた（1976年）[17]
  - 11ぴきのねこ ふくろのなか（1982年）[18]
  - 11ぴきのねことへんなねこ（1989年）[19]
  - 11ぴきのねこ マラソン大会（1992年）[20]
  - 11ぴきのねこ どろんこ（1996年）[21]
- きつね森の山男（こぐま社、1971年）[22]
- かえるがみえる（こぐま社、1975年）[23]
- となりの花さかじじい（こぐま社、1977年）[24]
- ぶたたぬききつねねこ（こぐま社、1978年）[25]
  - ぶたたぬききつねねこ その２（こぐま社、1981年）[26]
- 五助じいさんのキツネ（こぐま社、1979年）[27]
- おおかみがんばれ（童心社、1980年）[28]
- いまはむかし さかえるかえるのものがたり（こぐま社、1987年）[29]
- アリババと40人の盗賊（こぐま社、1988年）[30]
- きちんとするのだいすき（童心社、1989年）[31]
- こぶたたんぽぽぽけっととんぼ（こぐま社、1990年）[32]
- もん太と大いのしし（ほるぷ出版、1993年）[33]
- アラジンと魔法のランプ（こぐま社、1994年）[34]
- らしょうもんのおに（こぐま社、1994年）[35]
- ももたろう（こぐま社、1999年）[36]
- がまくん かろくん（こぐま社、2000年）[37]
- ぶどう畑のアオさん（こぐま社、2001年）[38]
- くいしんぼさんのうた（詩：まど・みちお、童心社、2004年）[39]
- たらふくまんま（こぐま社、2016年）[40]
- もしものくに（こぐま社、2021年）[41]

キャラクターデザイン
- ぐんまちゃん（初代）

あかぎ国体キャラクター→群馬県のキャラクター。2008年に2代目「ぐんまちゃん」（元・ゆうまちゃん）に変わるまで使用された。
挿絵
- なんじゃもんじゃだけ（西内みなみ 作、学習研究社、『２年の学習臨時増刊／読み物特集号』1969年）[42]
- ふうちゃんの大りょこう（松谷みよ子 作、小峰書店、1971年）[43]
- 兵隊ぐらしとピカドン（江戸家猫八 著、ポプラ社、1989年）[44]

紙芝居
- ごんすけおおかみ（佼成出版社、『マミール』1977年1月号付録）[45]
- ごんすけのドーナツ（佼成出版社、『マミール』1978年新年特大号付録）[46][45]
- ごんすけののひるね（佼成出版社、『マミール』1979年1月号付録）[45]

画集
- ねこのせかい（こぐま社）[47]

その他
- 馬場のぼるのおえかき教室（こぐま社）[48]

## 人物
放送タレントやテレビドラマの俳優としても活動した。口ひげと、目深にかぶったチューリップハットがトレードマークで、自画像でもそれを描き、後年まで欠かさなかった。
NHK『連想ゲーム』にゲスト出演した時に、初出場でありながらほぼ全問正解、その回では女性軍に100点以上の差をつけて圧倒勝利という快挙を成し遂げている。

### 手塚治虫との親交
馬場は手塚治虫と非常に深い親交があり、手塚の死まで40年におよんだ。手塚の葬儀で、馬場は加藤芳郎と共に弔辞を読んだ。
馬場が「ポストくん」で人気作家になっていた頃、少年画報社の前身である明々社の社屋で手塚治虫と一緒にカンヅメにされていた時に馬場は編集者と揉め、「馬場が連載をおりる」というところまで発展した。事情を判断した手塚は、編集者が帰った後に「気持ちはわかるが、作品はやめないで続けろ」と馬場を説得。その後、手塚は戻ってきた編集者に対しても「ポストくん」の連載を続けるように説得したという。
手塚が福井英一に飲み会の席で「やい、この大阪人、あんまり儲けるなよ!」「この贅六め!」と言われ、後日手塚が福井の作品である「イガグリくん」の中傷ともとれる内容を描き福井と喧嘩になった際には、馬場が二人の仲裁に入って和解に持ち込んだ（福井英一の項目を参照）。
手塚は馬場と知り合った初期から自分の漫画に、馬場と同じ名前と風貌を持った人物を何度も登場させている。代表的なものとしては、『W3』の馬場先生がある。このほか『フィルムは生きている』の宍戸梅軒（漫画家）や鉄腕アトムの通行人など。多くは乞食役での登場だったが、馬場が手塚に対し「ねえ、たまにはルンペンよりいい役にしなさいよ」と言ったことにより重要な登場人物に昇格したという。手塚は『11ぴきのねこ』も『七色いんこ』に登場させている。
また馬場も自身の作品の中で、手塚の風貌に近いベレー帽と眼鏡を着用した漫画家を登場させている。
馬場のぼるが登場する手塚治虫作品の一覧は、外部リンクの「馬場のぼる - 手塚治虫オフィシャルサイト」を参照。

## テレビドラマ出演
- 『明日がござる』（1975年-1976年、TBS） - 八奈見秋 役